# Il miracolo del villaggio
Il miracolo del villaggio (The Miracle of Morgan's Creek) è un film del 1944 scritto, prodotto e diretto da Preston Sturges.

## Trama
Trudy Kockenlocker, una ragazza di una piccola cittadina che ha un debole per i soldati americani, si sveglia la mattina dopo una selvaggia festa di addio per le truppe e scopre che ha sposato qualcuno che non riesce a ricordare, e che è incinta. Norval Jones, un ragazzo innamorato di Trudy da anni, tenta di aiutarla a trovare una soluzione alla sua situazione difficile. Trudy complica ulteriormente i problemi innamorandosi di Norval.

## Riconoscimenti
Nel 2000 l'American Film Institute l'ha inserito al 54º posto della classifica delle cento migliori commedie americane di tutti i tempi.
Nel 2001 è stato scelto per la preservazione nel National Film Registry presso la Biblioteca del Congresso degli Stati Uniti.